# Franqueville-Saint-Pierre
Franqueville-Saint-Pierre és un municipi francès situat al departament del Sena Marítim i a la regió de Normandia. L'any 2007 tenia 5.483 habitants.

## Demografia

### Població
El 2007 la població de fet de Franqueville-Saint-Pierre era de 5.483 persones. Hi havia 2.003 famílies de les quals 307 eren unipersonals (113 homes vivint sols i 194 dones vivint soles), 715 parelles sense fills, 855 parelles amb fills i 126 famílies monoparentals amb fills.
La població ha evolucionat segons el següent gràfic:
Habitants censats

### Habitatges
El 2007 hi havia 2.056 habitatges, 2.012 eren l'habitatge principal de la família, 7 eren segones residències i 37 estaven desocupats. 1.897 eren cases i 152 eren apartaments. Dels 2.012 habitatges principals, 1.644 estaven ocupats pels seus propietaris, 349 estaven llogats i ocupats pels llogaters i 20 estaven cedits a títol gratuït; 12 tenien una cambra, 59 en tenien dues, 170 en tenien tres, 503 en tenien quatre i 1.268 en tenien cinc o més. 1.770 habitatges disposaven pel capbaix d'una plaça de pàrquing. A 844 habitatges hi havia un automòbil i a 1.065 n'hi havia dos o més.

### Piràmide de població
La piràmide de població per edats i sexe el 2009 era:
| Homes | Edats   | Dones |
| ----- | ------- | ----- |
| 0     | 95 o +  | 8     |
| 8     | 90 a 94 | 0     |
| 20    | 85 a 89 | 32    |
| 16    | 80 a 84 | 28    |
| 56    | 75 a 79 | 56    |
| 80    | 70 a 74 | 84    |
| 104   | 65 a 69 | 92    |
| 100   | 60 a 64 | 144   |
| 108   | 55 a 59 | 104   |
| 220   | 50 a 54 | 212   |
| 276   | 45 a 49 | 256   |
| 164   | 40 a 44 | 240   |
| 188   | 35 a 39 | 232   |
| 120   | 30 a 34 | 140   |
| 64    | 25 a 29 | 84    |
| 160   | 20 a 24 | 152   |
| 232   | 15 a 19 | 212   |
| 220   | 10 a 14 | 200   |
| 252   | 5 a 9   | 168   |
| 144   | 0 a 4   | 120   |

## Economia
El 2007 la població en edat de treballar era de 3.672 persones, 2.577 eren actives i 1.095 eren inactives. De les 2.577 persones actives 2.379 estaven ocupades (1.256 homes i 1.123 dones) i 198 estaven aturades (91 homes i 107 dones). De les 1.095 persones inactives 284 estaven jubilades, 556 estaven estudiant i 255 estaven classificades com a «altres inactius».

### Ingressos
El 2009 a Franqueville-Saint-Pierre hi havia 2.057 unitats fiscals que integraven 5.725,5 persones, la mediana anual d'ingressos fiscals per persona era de 24.394 €.

### Activitats econòmiques
Dels 252 establiments que hi havia el 2007, 3 eren d'empreses alimentàries, 2 d'empreses de fabricació de material elèctric, 8 d'empreses de fabricació d'altres productes industrials, 39 d'empreses de construcció, 67 d'empreses de comerç i reparació d'automòbils, 14 d'empreses de transport, 13 d'empreses d'hostatgeria i restauració, 7 d'empreses d'informació i comunicació, 14 d'empreses financeres, 13 d'empreses immobiliàries, 34 d'empreses de serveis, 25 d'entitats de l'administració pública i 13 d'empreses classificades com a «altres activitats de serveis».
Dels 59 establiments de servei als particulars que hi havia el 2009, 1 era una oficina de correu, 2 oficines bancàries, 4 tallers de reparació d'automòbils i de material agrícola, 2 tallers d'inspecció tècnica de vehicles, 1 autoescola, 5 paletes, 2 guixaires pintors, 10 fusteries, 4 lampisteries, 4 electricistes, 6 empreses de construcció, 4 perruqueries, 8 restaurants, 3 agències immobiliàries, 1 tintoreria i 2 salons de bellesa.
Dels 22 establiments comercials que hi havia el 2009, 2 eren supermercats, 2 grans superfícies de material de bricolatge, 2 botigues de més de 120 m², 2 fleques, 3 carnisseries, 1 una peixateria, 1 una llibreria, 2 botigues d'equipament de la llar, 1 una botiga d'equipament de la llar, 3 botigues de mobles, 1 un drogueria i 2 floristeries.
L'any 2000 a Franqueville-Saint-Pierre hi havia 10 explotacions agrícoles que ocupaven un total de 492 hectàrees.

## Equipaments sanitaris i escolars
Els 2 equipaments sanitaris que hi havia el 2009 eren farmàcies.
El 2009 hi havia 2 escoles maternals i 1 escola elemental. Franqueville-Saint-Pierre disposava d'un liceu d'ensenyament general amb 1.282 alumnes.

## Poblacions més properes
El següent diagrama mostra les poblacions més properes.